# Україна на пісенному конкурсі Євробачення 2009
Україна взяла участь у 54-му пісенному конкурсі Євробачення, що відбувся 2009 року у Москві, Росія. НТКУ провела національний відбір, за підсумками якого Україну на пісенному конкурсі представила співачка Світлана Лобода з піснею «Be My Valentine». Пройшовши півфінал, пісня у фіналі набрала 76 балів, посівши 12-те місце.

## Національний відбір
8 березня 2009 року відбувся вибір виконавця і пісні, який представить Україну на Євробачення 2009 в Москві.
НТКУ вирішила сама відібрати виконавця, який представить Україну на конкурсі пісні Євробачення 2009.
Пісню вибрали в фіналі національного відбору 8 березня 2009 року, трансляція пройшла на Першому національному каналі. Було використано змішане голосування: 50/50 - глядачі і журі. Глядачі могли голосувати за допомогою sms-повідомлень і дзвінків.
| Попередній Відбір       | Попередній Відбір        | Попередній Відбір |
| Співак                  | Пісня                    |                   |
| ----------------------- | ------------------------ | ----------------- |
| Торі Радість            | "Усмішка"                |                   |
| Гарячий Шоколад         | "Кожен поцілунок"        |                   |
| Багіра                  | "Sexy Mama"              |                   |
| Соломія                 | "Неідеальний"            |                   |
| Тетяна Брянцева         | "Sweet And Sugar Baby"   |                   |
| Майя                    | "Ти не один"             |                   |
| Андрій Князь            | "Не Йди"                 |                   |
| Zaklyopki               | "Час минув"              |                   |
| Назар Савко             | "Ти просто слухай"       |                   |
| Назад шляху немає       | "В очах небо"            |                   |
| Анастасія Приходько     | "За тебе знов"           |                   |
| Наталія Волкова         | "Гаш"                    |                   |
| Zоряна                  | "Включаю Play"           |                   |
| Чотири короля (4 Kings) | "Розірвав моє серце"     |                   |
| Гала                    | "Хитрий коханець"        |                   |
| Світлана Лобода         | "Будь моєю валентинкою"  |                   |
| Інна Олійник            | "Я не хочу бути знову"   |                   |
| Кіше                    | "Північ"                 |                   |
| Ана                     | "Ти, як рай"             |                   |
| Едуард Романюта         | "Тиша"                   |                   |
| Веста Каменєва          | "Моя відданість"         |                   |
| Inshiy день             | "У лоні снів"            |                   |
| NikitA                  | "Beauty Saves the World" |                   |
| Олександр Панайотов     | "Супергерой"             |                   |
| Денис Барканов          | "Ти — моя любов і біль"  |                   |
| Іра Отрута              | "Ти звільниш мене"       |                   |
| Маня                    | "Файна Україна"          |                   |
| Табу                    | "Ви"                     |                   |
| Андріана                | "Обережно"               |                   |
| Годо                    | "Загадаємо бажання"      |                   |
| Ленара Османова         | "Флеш"                   |                   |

28 січня 2009 року національна телекомпанія оголосила список з 31 виконавця, які візьмуть участь у внутрішньому відборі конкурсу.
Гурт NikitA відмовився від участі в національному фіналі.
| №  | Виконавець              | Пісня                  | Бали | Місце |
| -- | ----------------------- | ---------------------- | ---- | ----- |
| 1  | Ленара                  | "Флеш"                 | 12   | 9     |
| 2  | Гарячий шоколад         | "Поцілунок"            | 13   | 8     |
| 3  | Тетяна Брянцева         | "Sweet And Sugar Baby" | 5    | 13    |
| 4  | Денис Барканов          | "Ти моя любов і біль"  | 19   | 5     |
| 5  | Zaklyopki               | "Час Минув"            | 22   | 2     |
| 6  | Наталія Волкова         | "Гаш"                  | 16   | 6     |
| 7  | Чотири короля (4 Kings) | "Розірвав моє серце"   | 10   | 11    |
| 8  | Ана                     | "Ти, як рай"           | 4    | 14    |
| 9  | Світлана Лобода         | "Be My Valentine"      | 28   | 1     |
| 10 | GODO                    | "Zagadaymo бажання"    | 11   | 10    |
| 11 | Олександр Панайотов     | "Супергерой"           | 22   | 2     |
| 12 | Іра Отрута              | "Ти Звільниш Мене"     | 22   | 2     |
| 13 | Кіше                    | "Північ"               | 8    | 12    |
| 14 | Торі Радість            | "Усмішка"              | 18   | 6     |

## Просування
Після перемоги на національному фіналі, Світлана випустила промо-відео на пісню "Be My Valentine! (Anti-Crisis Girl)", який був показаний по всій Європі перед конкурсом.

## На Євробаченні
Світлана виступала 17-тою в півфіналі після Албанії і перед Естонією.
Світлана випустила новина на її виступ на Євробаченні, що вона буде виступати на сцені з великого механічного пристрою, відомого як "Пекельна машина", з'являється щось подібне до гвинтика. Пристрій буде спуститися і повернути зверху на сцену, і буде супроводжуватися вбудованими світильниками.
Пісня у фіналі набрала 76 бали, зайнявши 12-те місце.

### Голосування[6]
| 12 балів                      | 10 балів             | 8 балів          | 7 балів                      | 6 балів |
| ----------------------------- | -------------------- | ---------------- | ---------------------------- | ------- |
| - Азербайджан - Іспанія       | - Угорщина - Молдова | - Польща - Росія | - Кіпр - Латвія - Словаччина |         |
| 5 балів                       | 4 бали               | 3 бали           | 2 бали                       | 1 бал   |
| - Естонія - Греція - Ірландія | - Литва              | - Сербія         |                              |         |

| 12 балів           | 10 балів               | 8 балів    | 7 балів                                      | 6 балів                           |
| ------------------ | ---------------------- | ---------- | -------------------------------------------- | --------------------------------- |
|                    | - Польща - Азербайджан | - Угорщина |                                              | - Іспанія - Білорусь - Португалія |
| 5 балів            | 4 бали                 | 3 бали     | 2 бали                                       | 1 бал                             |
| - Чехія - Норвегія | - Литва - Молдова      | - Вірменія | - Ізраїль - Мальта - Росія - Велика Британія | - Словаччина                      |

### Бали отримані від України[7]
| 12 балів | Азербайджан |
| 10 балів | Норвегія    |
| 8 балів  | Молдова     |
| 7 балів  | Естонія     |
| 6 балів  | Польща      |
| 5 балів  | Литва       |
| 4 бали   | Греція      |
| 3 бали   | Албанія     |
| 2 бали   | Словаччина  |
| 1 бал    | Хорватія    |

| 12 балів | Норвегія        |
| 10 балів | Азербайджан     |
| 8 балів  | Росія           |
| 7 балів  | Молдова         |
| 6 балів  | Велика Британія |
| 5 балів  | Данія           |
| 4 бали   | Естонія         |
| 3 бали   | Франція         |
| 2 бали   | Вірменія        |
| 1 бал    | Ізраїль         |

| 12 балів | Росія           |
| 10 балів | Норвегія        |
| 8 балів  | Азербайджан     |
| 7 points | Естонія         |
| 6 балів  | Вірменія        |
| 5 балів  | Молдова         |
| 4 бали   | Ісландія        |
| 3 бали   | Франція         |
| 2 бали   | Велика Британія |
| 1 бал    | Мальта          |

| 12 балів | Норвегія        |
| 10 балів | Азербайджан     |
| 8 балів  | Данія           |
| 7 балів  | Велика Британія |
| 6 балів  | Ізраїль         |
| 5 балів  | Молдова         |
| 4 бали   | Франція         |
| 3 бали   | Литва           |
| 2 бали   | Хорватія        |
| 1 бал    | Ісландія        |